# Iguaraci
Iguaraci este un oraș în Pernambuco (PE), Brazilia.